# شب بازی
شب بازی (انگلیسی: Game Night) فیلمی در ژانر کمدی و اکشن به کارگردانی جان فرانسیس دالی و جاناتان گلداستاین است که در ۲۳ فوریه ۲۰۱۸ از سوی برادران وارنر منتشر شده‌است. از بازیگران آن می‌توان به جیسون کنت بیتمن، ریچل مک‌آدامز، کایل چندلر، جسی پلمونس و جفری رایت اشاره کرد.

## داستان
مکس و آنی زوج جوانی هستند که به شدت اهل بازی و رقابت هستند و هر هفته در شبی به نام «شب بازی» با دوستان خود به رقابت در بازی‌های مختلف می‌پردازند. همچنین آن‌ها سعی می‌کنند همسایه خود گری را که همسر سابق یکی از دوستان آن‌ها به نام دبی است از جمع خود دور نگه دارند. 
آنی متوجه می‌شود استرس دائمی مکس که ناشی از رقابت با برادر موفق و ثروتمندش (بروکس) است موجب شده که تلاش‌های آن‌ها برای بچه‌دار شدن موفقیت‌آمیز نباشد. در یک شب بازی، سروکله بروکس پیدا می‌شود و با تحقیر کردن مکس حواس او را پرت کرده و موجب شکست او در بازی می‌شود. سپس پیشنهاد می دهد که هفته بعد خودش میزبان شب بازی باشد. 
هفته بعد در حالی بروکس توضیح می‌دهد که بازی این هفته یک بازی معمایی و رمزگشایی است دو مرد نقابدار وارد می شوند و بروکس را با خشونت همراه خود میبرند. میهمانان که فکر می‌کنند این جزئی از بازی است مانع آن‌ها نمی‌شوند و سعی می‌کنند با دنبال کردن سرنخ‌ها معمای بازی را حل کنند.
مکس و آنی با استفاده از جی‌پی‌اس مکان بروکس را پیدا می‌کنند و متوجه می‌شوند که دزدیده شدن بروکس بازی نبوده و بروکس در کار خلاف است و به خاطر اینکه سفارش شخصی به نام بلغاری (یک تخم‌مرغ فابرژه) را به شخص دیگری فروخته است واقعاً جانش در خطر است...

## بازیگران
| بازیگر       | نقش    |
| ------------ | ------ |
| جیسون بیتمن  | مکس    |
| ریچل مک‌آدامز | آنی    |
| کایل چندلر   | بروکس  |
| جسی پلمونس   | گری    |
| مایکل سی هال | بلغاری |